# Convention sur la sûreté nucléaire
La Convention sur la sûreté nucléaire est un traité international de l'Agence internationale de l’énergie atomique (AIÉA) conclue en 1994 qui régit les règles de sécurité dans les centrales nucléaires des États parties à la Convention,.
La Convention crée des obligations pour les États parties de mettre en œuvre certaines règles et normes de sécurité dans toutes les installations civiles liées à l'énergie nucléaire. Il s’agit notamment des questions de sélection du site, de conception et de construction, de vérification de l’exploitation et de la sécurité, et de préparation aux situations d’urgence.
La Convention a été adoptée à Vienne, en Autriche, lors d’une conférence diplomatique de l’AIÉA le 17 juin 1994. Elle a été ouverte à la signature le 20 septembre 1994 et a été signée par 65 États. Elle est entrée en vigueur le 24 octobre 1996 après avoir été ratifiée par 22 signataires, dont au moins 17 possède, sur leur territoire respectif, au moins une installation avec au moins un réacteur ayant divergé. En octobre 2024, 96 États étaient parties à la Convention, plus la Communauté européenne de l’énergie atomique (Euratom). Les États qui ont signé le traité mais ne l’ont pas ratifié sont l'Algérie, Israël, Monaco, le Nicaragua, les Philippines, et le Soudan.

## Contexte
La question de la sûreté nucléaire est traditionnellement mal appréhendé par le droit international public, tant par la complexité de la matière, qui n'est déjà que partiellement couverte par les normes juridiques, que par la grande hétérogénéité qui règne parmi les situations nationales. C'est donc le droit souple (soft law) qui a produit un certain nombre de recommandations non contraignantes, tels que des codes ou des guides de bonnes pratiques, à l'instar des Nuclear Safety Standards (NUSS) proposé par l'AIÉA et les pays de l'Organisation de coopération et de développement économiques depuis 1974.
Cependant, suite à catastrophe nucléaire de Tchernobyl en 1986, la société internationale prit conscience de l'importance de la sûreté nucléaire à l'échelon international et renforça ses efforts pour s'emparer de ce sujet. La même année, la Conférence générale de l'AIÉA se réunit en session extraordinaire et convient de conclure deux traités internationaux juridiquement contraignants, à savoir la Convention sur la notification rapide d'un accident nucléaire et la Convention sur l'assistance en cas d'accident nucléaire ou de situation d'urgence radiologique.
Les négociations furent longues et ardues. En 1991, la « Conférence internationale sur la sûreté nucléaire - Stratégie pour l'avenir » de 1991, présidée par l'Allemagne retient la nécessité de rédiger une convention-cadre, un instrument contraignant de droit international. Les travaux préparatoires sont entrepris par des groupe d'experts ou de travail mis en place par le Directeur général de l'AIÉA, sous la direction de la Conférence générale. La France et les États-Unis rappellent leur attachement au fait que la sûreté nucléaire relève de la compétence nationale des États. Le Royaume-Uni propose quant à lui un système d'examen par les pairs (peer review). Les débats se cristallisent entre un traité très exhaustif avec des déclinaisons techniques précises ou un traité général unique avec de grandes orientations minimales. L'objectif était également de pouvoir intégrer les Pays d'Europe centrale et orientale, les États post-soviétiques et la Russie dans cet instrument contraignant et pour lesquels la situation de la sûreté nucléaire avait été révélée comme préoccupante à la suite de la dislocation de l'Union soviétique.

## Contenu
L'objectif défini dans le préambule la Convention est d'atteindre et de maintenir « un haut niveau de sûreté nucléaire dans le monde entier » pour une utilisation pacifique de l'énergie nucléaire. Elle s'appuie sur deux volets : des obligations substantielles nationales d'une part et des obligations procédurales internationales.

### Champ d'application
La Convention restreint son objet aux seules centrales nucléaires civiles fixes terrestres disposant de réacteurs en activité, sur le territoire des États parties. Elle ne concerne donc pas le cycle des matières nucléaires, ni la gestion des déchet nucléaire, ni les mesures de radioprotection générale vis-à-vis de la population.
En ce qui concerne les centrales existantes à l'entrée en vigueur de la Convention, cette dernière prévoit leur évaluation et leur amélioration (v. conception et construction) dans une mesure raisonnable pour se conformer aux obligations que la Convention fait peser sur les États parties, sinon leur mise à l'arrêt en fonction et dans les conditions et modalités permises par le contexte économique et énergétique national.

### Obligations nationales substantielles
Les États parties sont tenues de mettre en œuvre par les « mesures appropriées » dans leur ordre interne les orientations générales minimales prévues par la Convention en matière de sûreté.

#### Stratégies et cadre juridique généraux
En premier lieu, les Parties doivent instaurer nationalement un régime juridique législatif et règlementaire approprié comprenant obligatoirement : les impératifs de sûreté, la nécessité de délivrance d'autorisations préalable pour la création et l'exploitation des centrales, l'organisation des inspections et évaluations de la conformité des installations aux conditions d'autorisation et les procédures de sanctions à savoir la suspension, la modification et le retrait desdites autorisations.
En second lieu, les États doivent également procéder à la création et assurer le bon fonctionnement d'un organisme de réglementation chargé de mettre en œuvre ces dispositions, dont les fonctions doivent être séparés de celle de promotion et d'utilisation de l'énergie nucléaire.
En troisième lieu, les États doivent prendre les mesures nécessaires pour que la responsabilité première de la sûreté de l'installation incombe au titulaire de l'autorisation et adopter des stratégies accordant la priorité requise à la sûreté nucléaire et d'y consacrer les ressources financières adéquates et le nombre suffisant de personnel qualifié aussi longtemps que nécessaire et en prenant en compte le facteur humain.
Ils doivent également mettre en œuvre des mesures de radioprotection afin de réduire le plus possible les doses d'exposition des agents des centrales et du public.
Enfin, pour les nouvelles installations, les États doivent mettre en place des plans d'urgence, périodiquement testés, en informer les populations et les États parties voisins le cas échéant.

#### Site d'implantation
Les sites d'implantation des centrales doivent être évalués par les États parties selon les « facteurs pertinents » pour la sûreté  nucléaire et les incidences sur les être humains, la société et l'environnement, et leur réévaluation selon les besoins.
La Convention crée une obligation de consultation avec les autres États parties voisins susceptibles de subir les conséquences de l'implantation d'une centrale, sans toutefois être tenu de se conformer aux fruits de ces consultations.

#### Conception et construction
La conception et la constructions des centrales doivent suivre les principes de la défense en profondeur, qui comprend plusieurs niveau de sécurité contre les émissions radioactives et leurs effets, selon les « techniques éprouvées », et en prenant en compte l'interfaces homme-machine.

#### Exploitation
Les États doivent prévoir que l'exploitation est soumise à autorisation préalable, à la conformité aux exigences de construction. Ils définissent les limites et les conditions d'une exploitation sûre et leur révision éventuelle et les procédures d'inspection de l'exploitation et de la maintenance, ainsi que pour la gestion des incidents et accidents.
En outre, la Convention impose la notification des incidents à l'organisme de réglementation, l'organisation de programmes de collecte et analyse des données de l'expérience d'exploitation pour en tirer les conclusions relatives à la sûreté, et la mise en commun de l'expérience en utilisant notamment les instruments mis en place par les organisations internationales.
La Convention comporte une clause de réduction du niveau d'activité et du volume des déchets radioactifs générés, et de prise en compte de leur conditionnement et stockage définitif dans leur gestion sur les sites des centrales.

### Procédure internationale
La principales stipulation de la Convention concerne la procédure d'examen par les paires du respect par les États parties de leurs obligations générales substantielles et de leur réception dans leur droit interne au moyen de rapports soumis périodiquement par les Parties sur leur situation nationale.
Cet examen est consensuel et confidentiel (seul un « rapport de synthèse » à l'issue de la réunion est rendu public). Il implique tous les États parties, même s'ils ne possède pas de programme nucléaire, ainsi qu'éventuellement aux organisation intergouvernementale en tant qu'observateurs.
La Convention stipule que la première réunion des Parties pour l'examen par les paires doit avoir lieu au plus trente mois après son entrée en vigueur, et ultérieurement cet examen intervient périodiquement tous les trois ans au plus.
Pour l'organisation concrète de cet examen par les paires, la Convention se borne à renvoyer à des règles qui sont déterminées par une réunion préparatoire tenue six mois au plus après son entrée en vigueur.
La Convention ne prévoit donc aucune procédure de contrôle ou de sanction formelle ou inquisitoire. Elle se limite à un rôle incitatif et n'envisage pas de procédure de règlement des différends, à part le recours à la consultation entre les Parties.

## Voir également